# Carl Keenan Seyfert
Carl Keenan Seyfert (Cleveland, 11 febbraio 1911 – Nashville, 13 giugno 1960) è stato un astronomo statunitense.
È noto per la sua pubblicazione del 1943 sulle righe di alta eccitazione dalle regioni centrali di alcune galassie a spirale, poi battezzate in suo onore galassie di Seyfert. Anche il Sestetto di Seyfert porta il suo nome. 

## Biografia

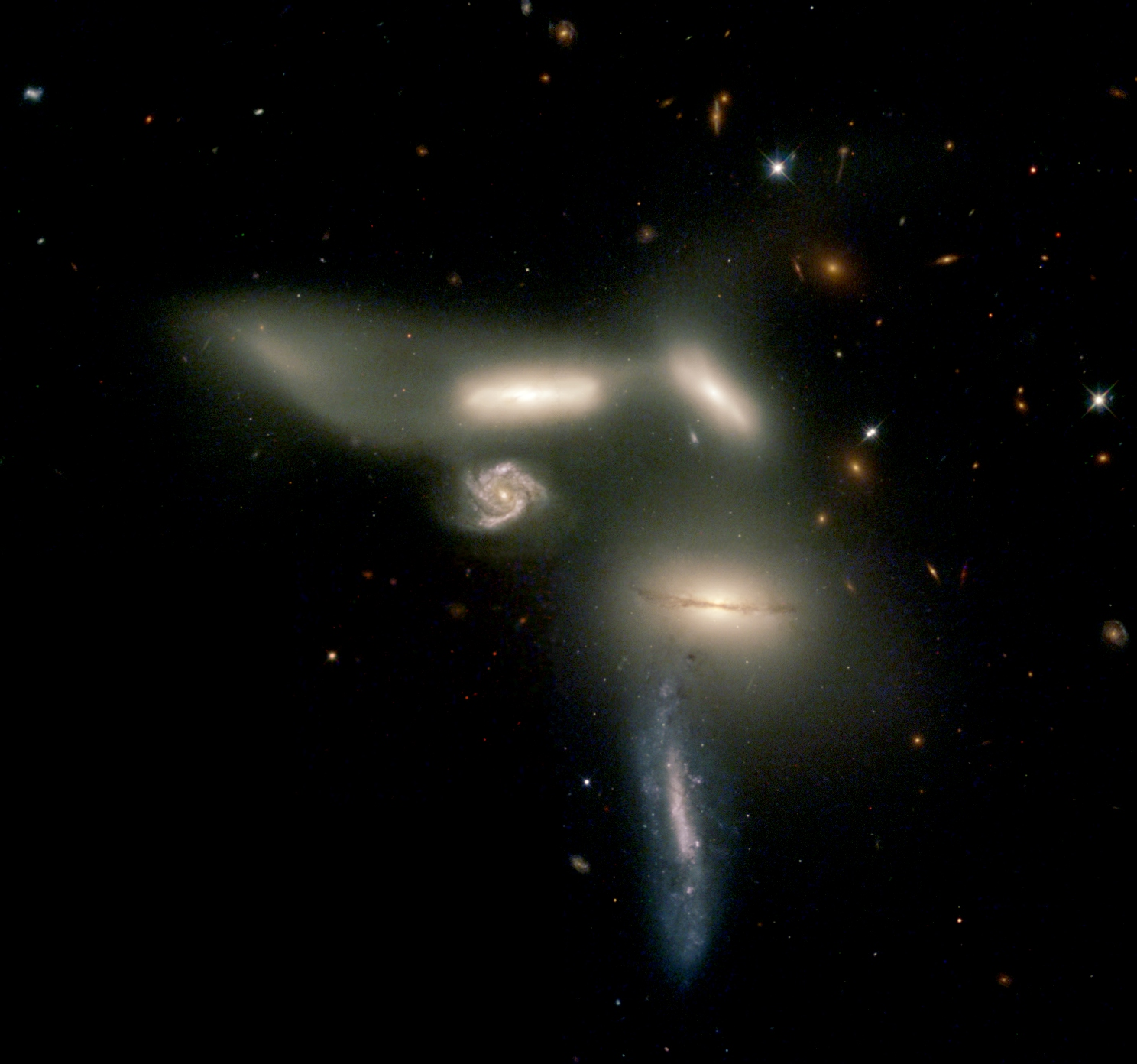
Il Sestetto di Seyfert

Seyfert crebbe a Cleveland, e frequentò l'Università di Harvard a partire dal 1929. Nel 1936 ricevette il Ph.D. in astronomia, con una tesi intitolata Studies of the External Galaxies, sotto la supervisione di Harlow Shapley. La tesi si occupava dei colori e delle magnitudini delle galassie. 
Nel 1936 entrò a far parte dello staff dell'Osservatorio McDonald in Texas, e contribuì all'avviamento della struttura. Vi rimase fino al 1940, lavorando con Daniel Popper sulle proprietà di stelle B deboli, e proseguendo il suo lavoro sui colori delle galassie a spirale. 
Nel 1940 si spostò all'Osservatorio di Monte Wilson come membro del National Research Council, e vi rimase per due anni, studiando una classe di galassie attive note oggi come Galassie di Seyfert. Nel '42 tornò a Cleveland, presso il Case Institute, dove insegnò navigazione al personale militare e partecipò a ricerche segrete militari. Portò avanti anche alcune ricerche astronomiche all'Osservatorio Warner e Swasey del Case Institute. 
Nel 1946 entrò alla Vanderbilt University di Nashville, nel Tennessee, che all'epoca aveva un programma astronomico molto modesto, ed un piccolissimo telescopio. Seyfert sviluppò i programmi di insegnamento e trovò fondi per costruire un nuovo osservatorio, chiamato Dyer. 
Morì in un incidente automobilistico a Nashville, a 49 anni. 

## Riconoscimenti
Un cratere sulla Luna porta il suo nome, così come l'ex osservatorio Dyer.
In sua memoria furono istituiti il Seyfert Prize Fellowship e il Carl Seyfert Memorial Award in Geology.